# Chua-kredsløb
Chuas kredsløb eller Chua-kredsløb er et simpelt elektronisk kredsløb som udviser klassisk kaosteoretisk opførsel. Chua-kredsløb blev introduceret i 1983 af Leon O. Chua, som var en besøgende ved Waseda University i Japan på det tidspunkt.

Kredsløbets lette konstruktion har gjort det til et allestedsnærværende praktisk eksempel på et kaotisk system, hvilket har ledt nogle til at erklære det for "et paradigme for kaos."

## Kaosbetingelser
Et autonomt kredsløb lavet af standardkomponenter (modstande, kondensatorer, spoler) skal opfylde tre betingelser for at det kan udvise kaotisk opførsel. Det skal indeholde:
1. én eller flere ikke-lineare elementer
2. én eller flere lokale aktive modstande
3. tre eller flere elektriske energilagringselementer.

En lokal aktiv modstand er et kredsløb eller komponent, som har negativ differentiel modstand på en del af overføringsfunktionen. Det er den lokale aktiv modstand, som giver forstærkning.

### Chuas kredsløb
Chuas kredsløb er det simpleste elektroniske kredsløb som opfylder disse betingelser. Som vist i illustrationen, er energilagringselementerne to kondensatorer (mærket C1 og C2) og en spole (mærket L1).
Herudover er der en lokal aktiv modstand, nogle gange kaldet Chuas diode og benævnt NR, som udgøres af følgende:
- En ikke-linear modstand lavet af to lineare modstande og to dioder
- Yderst til højre er en negativ impedanskonverter lavet fra tre lineare modstande og en operationsforstærker

## Model
Ved hjælp af anvendelse af elektromagnetisme-lovene, kan dynamikken af Chuas kredsløb blive præcist modelleret ved hjælp af system af tre ikke-lineare koblede ordinære differentialligninger med variablene x(t), y(t) og z(t), som respektive giver spændingerne over kondensatorerne C1 og C2 – og strømmen i spolen L1. Disse ligninger er:
{\displaystyle {\frac {dx}{dt}}=\alpha [y-x-f(x)]}
{\displaystyle {\frac {dy}{dt}}=x-y+z}
{\displaystyle {\frac {dz}{dt}}=-\beta y}
Funktionen f(x) beskriver den elektriske respons af den ikke-lineare modstand – og funktionens form afhænger af den specifikke komponentsammensætning. Parametrene α og β bestemmes af de specifikke kredsløbskomponentværdier.
En kaotisk attraktor, kendt som "The Double Scroll" pga. dens form i (x,y,z) rummet, blev først observeret i et kredsløb indeholdende et ikke-lineart element så at f(x) var et 3-segment stykkevis-linear funktion.

Den lette eksperimentelle implementering af kredsløbet, kombineret med eksistensen af en simpel og præcis teoretisk model, gør Chuas kredsløb til et brugbart system til at undersøge mange fundamentale og praktiske kaosteori problemstillinger. På grund af dette, har kredsløbet været centrum for meget forskning, og er bredt refereret i litteraturen.
Herudover kan Chuas kredsløb let realiseres med en flerlags CNN (Cellular Nonlinear Networks). CNN blev opfundet af Leon Chua i 1988. Til dato er en stor mængde af forskellige typer af kaotiske attraktorer opdaget i Chua's system, som kan findes numerisk, med relativ lethed, ved standard beregningsprocedurer.

For nylig blev en skjult Chua's attraktor opdaget.